# Philinos d'Agrigente
Pour les articles homonymes, voir Philinos.

Philinos d'Agrigente est un historien de Grande-Grèce de la deuxième moitié du IIIe siècle av. J.-C. Son œuvre n'est connue que par quelques citations chez Polybe, qui dénonce son parti-pris pro-carthaginois. Il lui reproche notamment d'avoir inventé un traité entre Rome et Carthage qui permettait aux Carthaginois de rejeter sur Rome la responsabilité de la première guerre punique.

## Vie et œuvre de Philinos

### Un historien grec antiromain
Philinos d'Agrigente reste pour nous un nom plus qu'un individu. En effet, de lui, on ne sait rien. Polybe l'a utilisé comme source de son Histoire au même titre que Fabius Pictor. Philinos avait écrit une histoire de la première guerre punique d'un point de vue pro-carthaginois. Selon Polybe, cette subjectivité avait entraîné Philinos à commettre des erreurs historiques. Pourtant, Philinos était une source indispensable pour Polybe, qu'il tempérait par l'utilisation du récit de Fabius Pictor (qu'il trouvait tout autant subjectif) ; il fut également une source de Diodore de Sicile, qui le cite à plusieurs reprises aux livres 23 et 24. C'est de lui que Diodore tenait par exemple l'éloge d'Hamilcar Barca, père d'Hannibal.

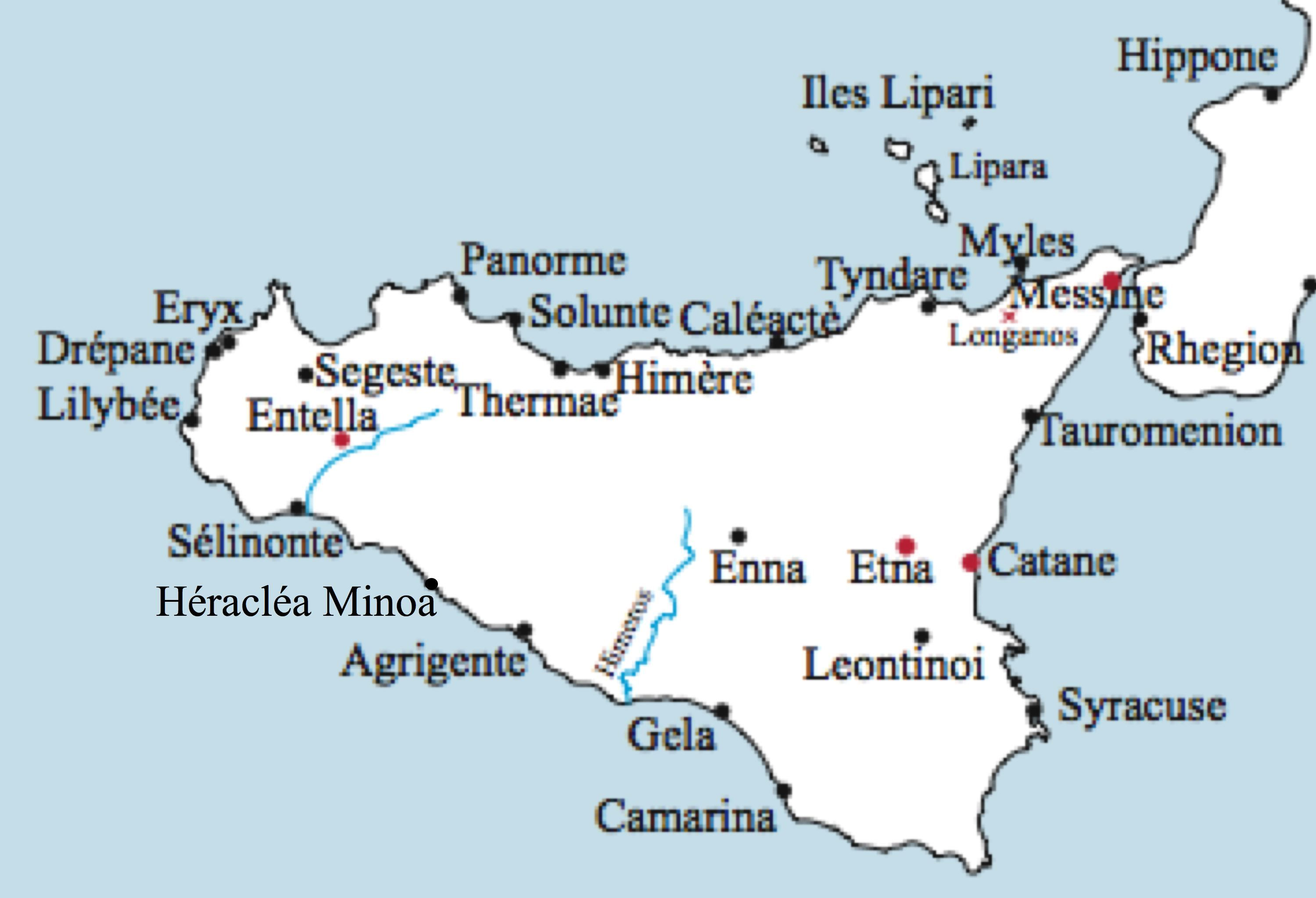
La Sicile antique

Pourquoi un Grec de Sicile serait-il si philopunique que son discours historique en eût été erroné ? Philinos était natif de la cité sicilienne d'Agrigente, qui se trouvait dans l'éparchie de Carthage. En 263, soupçonnant les Romains de vouloir envahir la Sicile, les Carthaginois se préparèrent à la guerre. Ils envoyèrent des mercenaires en Sicile et choisirent de les poster à Agrigente, sous le commandement d'un général nommé Hannibal. La cité était grande, son territoire fertile, et surtout elle était à la frontière entre le domaine de Carthage et le territoire de Syracuse. En 262, les Romains lancèrent une attaque contre les forces carthaginoises : ils lancèrent toutes leurs légions contre Agrigente. Après cinq mois de siège, les troupes carthaginoises enfermées dans la cité commencèrent à souffrir de la famine, tout comme les Romains dont le ravitaillement était bloqué par une deuxième armée carthaginoise basée à Héracléa Minoa et commandée par Hannon. Après une victoire romaine contre l'armée d'Hannon, Hannibal décida de quitter nuitamment Agrigente ; les Romains ne se rendirent compte de rien. Le lendemain matin, constatant la fuite des Carthaginois, ils entrèrent dans la cité, la pillèrent et firent de nombreux prisonniers qu'ils réduisirent sans doute en esclavage. Le butin fut considérable : la cité était l'une des plus riches de Sicile, avec plusieurs sanctuaires, dont celui de Zeus qui était aussi vaste que les plus grands temples de Grèce. 
Le sac de la cité par les Romains ne fut pas pour rien dans le ressentiment de Philinos à leur égard. Cet acte d'hostilité envers une cité grecque, alors que les Romains étaient en guerre contre Carthage, explique sans doute pourquoi il leur attribuait le déclenchement de la guerre.

### Le «traité de Philinos»
Dans son énumération des traités entre Rome et Carthage, Polybe reproche à Philinos d'avoir inventé un traité qui fermait aux Romains la Sicile tout entière et aux Carthaginois l'Italie. Cette clause permettait de rejeter sur les Romains la responsabilité de la guerre : en débarquant en Sicile à l'appel des Mamertins de Messine, les Romains avaient violé le traité.
Le traité de Philinos faisait l'objet d'une polémique dans l'Antiquité ; c'est encore le cas aujourd'hui.